# 秋田春蔵
秋田 春蔵（あきた はるぞう、1927年3月1日 - 2011年1月15日）は、アイヌ民族運動家である。
1946年に北海道アイヌ協会の設立記念弁論大会において、アイヌに対する差別についての弁論を行い優勝した。1976年に北海道ウタリ協会の理事就任。アイヌ文化振興法の制定に向けての活動に関わった。2001年から2004年まで、北海道ウタリ協会の理事長を務めた。
2011年に自宅の火災により死亡した。